# Gorodiszcze (obwód wołgogradzki)
Gorodiszcze – osiedle typu miejskiego w Rosji, w obwodzie wołgogradzkim. W 2010 roku liczyło 21 381 mieszkańców.